# Гран-при (автогонки)
Гран-при (большой приз) в автогонках — изначально, это был приз, присуждаемый национальным автоклубом гонщику, победившему в наиболее сложной и знаменитой из организованных этим автоклубом гонок. Затем название перешло на сами гонки, к которым стали предъявлять определенные требования. Впервые организованы во Франции в 1894 году. Вначале они представляли собой автопробеги между городами, а в дальнейшем развились в полноценные состязания, предъявляющие серьёзные требования как к гонщикам, так и к надёжности автомобилей. Развитие технологии и мастерства пилотирования привело к росту скоростей, которые вскоре превысили отметку 160 км/ч (100 миль/час). С другой стороны, такие скорости в сочетании с тем фактом, что гонки проводились на дорогах общего пользования, привели к тому, что аварии с жертвами (как со стороны гонщиков, так и со стороны зрителей) стали случаться всё чаще и чаще.
Автогонки класса «Гран-при» в конце концов эволюционировали в чемпионат мира Формулы-1, проводимый ежегодно с 1950 года. Каждая из гонок Формулы-1 до сих пор носит название «Гран-при».

## Начало: первые организованные соревнования
Автогонки как таковые впервые стали проводиться во Франции, так как именно французы с наибольшим энтузиазмом из всех европейцев восприняли автомобили. Автопроизводители, со своей стороны, воспринимали автогонки как способ устроить эффектную рекламу своих изделий. Первая автогонка была организована парижской газетой «Le Petit Journal» и состоялась 22 июля 1894 года. Длительность её составила 128 километров (80 миль), и она представляла собой автопробег из Парижа в Руан. Победителем стал маркиз Жюль-Альберт де Дион на экипаже собственной конструкции, хотя приза он не получил. Связано это было с тем, что его аппарат был паровым и требовал присутствия кочегара, фактически являясь особым видом локомотива, что не вполне соответствовало целям организаторов соревнования.